# Vogelwarte Landsort

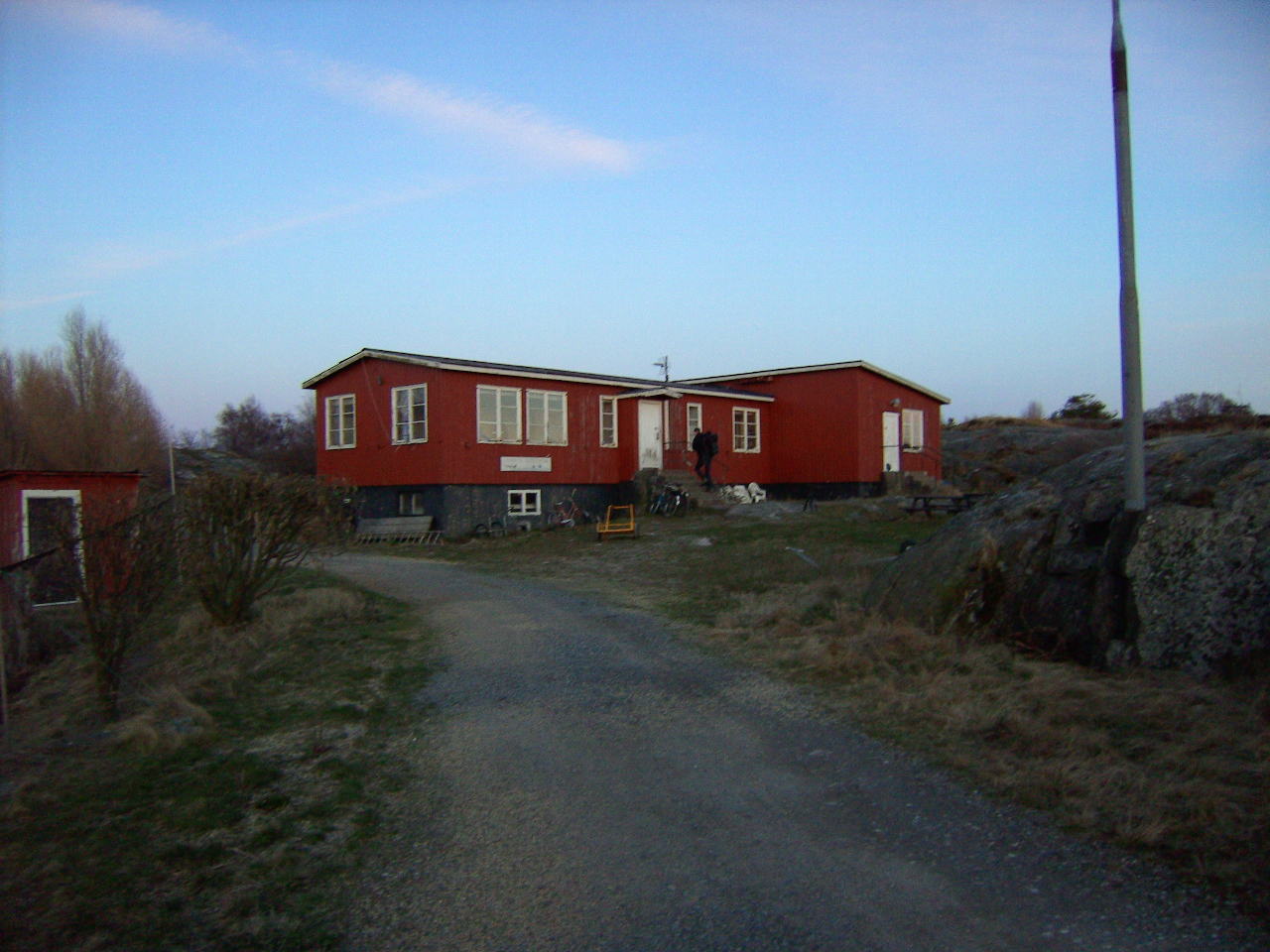
Vogelwarte Landsort

Landsorts Fågelstation ist eine Vogelwarte auf der schwedischen Schäreninsel Öja. Die Station befindet sich im Südteil der schmalen Insel, in Bredmar, in der Nähe der Hauptsiedlung Landsort. Die Vogelberingung begann bereits in den 1970er Jahren auf der Insel, die Vereinigung, welche heute die Station betreibt wurde aber erst 1988 gegründet.
Die Insel liegt auf dem Weg für Seevögel, die vom Finnischen Meerbusen kommend nach Südwesten fliegen und die Insel an der Südspitze passieren. Sibirische Vögel werden meist im Oktober beobachtet.

## Beringung
Die Netze für den Fang befinden sich in der Nähe der Station, etwas nördlich von Bredmar. Zeitweise wird auch am Landsorts fyr an der Südspitze der Insel beringt. Es wird in der Zeit vom 1. Mai bis zum 1. Juni und von 10. September bis 31. August beringt.
Wie bei allen schwedischen Stationen erfolgt die Arbeit rein ehrenamtlich. Es wird mit den Ringen des Naturkundemuseums Stockholm beringt.